# Friedrich Frey-Herosé
Friedrich Frey-Herosé ( 12 de Outubro de 1801 - 1861) foi um político da Suíça.
Ele foi eleito para o Conselho Federal suíço em 16 de Novembro de 1848 e terminou o mandato a 31 de Dezembro de 1866. Em 1854 e 1860 foi Presidente da Confederação suíça, sendo sucedido por Emil Welti.